# Scaevola gracilis
Scaevola gracilis är en tvåhjärtbladig växtart som beskrevs av Joseph Dalton Hooker. Scaevola gracilis ingår i släktet Scaevola och familjen Goodeniaceae. Inga underarter finns listade i Catalogue of Life.